# Autobahnkapelle „Jesus – Brot des Lebens“

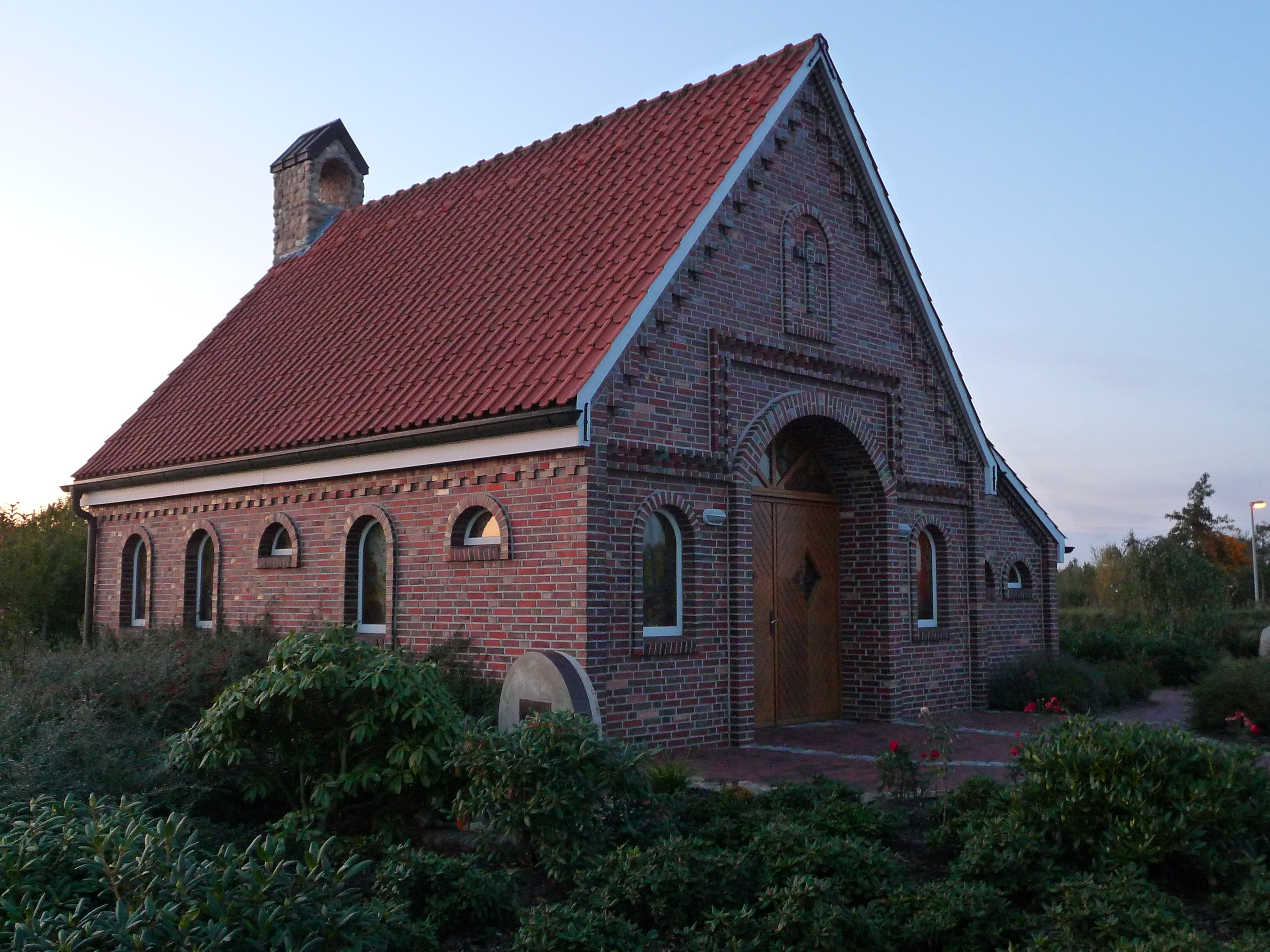
Autobahnkapelle

Die Autobahnkapelle „Jesus – Brot des Lebens“ befindet sich auf dem Autobahnparkplatz „Heseper Moor“ der A 31 (Emden–Bottrop) und ist nur in Nord-Süd-Richtung erreichbar. Sie liegt im Gebiet der emsländischen Gemeinde Geeste.
Im November 2000 wurde die Kapelle, die sich in ökumenischer Trägerschaft befindet, von katholischen und evangelischen Geistlichen eingeweiht.
Der Entwurf des Gotteshauses stammt vom Architekten Josef Wulf aus Geeste. Mitten im Heseper Moor hat er eine als „Wohlfühlstube“ konzipierte Kapelle im Baustil eines emsländischen Backhauses geschaffen und aus original Torfbrandziegeln errichten lassen. Die künstlerische Innengestaltung lag in den Händen von Diplom-Designer und Bildhauer Dominikus Witte aus Belm bei Osnabrück.
Der Name der Kapelle passt sich dem Backhausbaustil ein und bezieht sich auf ein Wort Jesu Christi: „Ich bin das Brot des Lebens. Wer zu mir kommt, den wird nicht hungern; und wer an mich glaubt, den wird nimmermehr dürsten“ (Evangelium nach Johannes 6, 35). Die Kapelle hat Platz für etwa 50 Personen (Sitz- und Stehplätze) und ist Tag und Nacht geöffnet.